# Pervomaiske
|  | Per a altres significats, vegeu «Pervomaiske (Simferòpol)». |

Pervomaiske (en ucraïnès: Первомайське, en rus: Первомайское, Pervomàiskoie) és un assentament de tipus urbà (un possiólok) de la República Autònoma de Crimea a Ucraïna, que el 2014 tenia 8.470 habitants. Pertany al districte rural de Pervomaiski, del qual és la seu administrativa.